# Lista dos maiores palácios do mundo
Esta é uma lista dos maiores palácios do mundo. A definição de "maior palácio do mundo" é geralmente complexa e controversa, pois diferentes países utilizam diferentes argumentos para reivindicar o título para suas respectivas construções. Esta lista classifica os maiores edifícios denominados "palácios" por área total. 
O título de "maior palácio do mundo por área em paredes fortificadas" é detido pela Cidade Proibida de Pequim, na China, que cobre uma área de 728 mil m² (180 acres). Os 980 edifícios que compõem o complexo da Cidade Proibida somam uma área de 150.000 m², contabilizando precisamente 9.999 salas (segundo uma lenda chinesa antiga, Yù Huáng possuía 10 mil quartos em seu palácio celestial). O complexo abrigou a corte imperial chinesa até a  Dinastia Qing, sendo o epicentro de cultura e poder político dos chineses por mais de cinco séculos.
O maior palácio do mundo em área total e volume é o Palácio do Parlamento, em Bucareste, Romênia, cuja construção foi iniciada pelo líder comunista Nicolae Ceaușescu em 1986. O palácio abrange 330.000 m² de área construída e um volume de 2.550.000 m³. É ainda o mais caro edifício administrativo do mundo. Por outro lado, a condição de "maior palácio real por área" cabe ao Palácio Nacional de Mafra, principal sede da monarquia portuguêsa
, com 1200 hectares ou 12 000 000 m², 1200 divisões, 4700 portas e janelas, 156 escadarias e 29 pátios e salões. Na Itália, o Palácio Real de Caserta possui mais de 2 milhões de m³ de área. Em termos de propriedade, o Castelo de Balmoral, na Escócia, é considerado a "maior propriedade real do mundo", cobrindo uma área de 20.000 hectares ou 200 km². 

## Maiores palácios do mundo por área
| #  | Nome                      | Cidade                     | País        | Área total (m²) | Imagem | Ref.          |
| -- | ------------------------- | -------------------------- | ----------- | --------------- | ------ | ------------- |
| 1  | Palácio do Parlamento     | Bucareste                  | Roménia     | 330 000 m²      |        | [ 5 ]         |
| 2  | Hofburg                   | Viena                      | Áustria     | 240 000 m²      |        | [ 6 ]         |
| 3  | Palácio do Louvre         | Paris                      | França      | 210 000 m²      |        | [ 7 ]         |
| 4  | Ak Saray                  | Ancara                     | Turquia     | 200 020 m²      |        | [ 8 ]         |
| 5  | Istana Nurul Iman         | Bandar Seri Begawan        | Brunei      | 200 000 m²      |        | [ 9 ] [ 10 ]  |
| 6  | Palácio Apostólico        | Vaticano                   | Vaticano    | 162 000 m²      |        |               |
| 7  | Palácio dos Papas         | Avinhão                    | França      | 150 100 m²      |        |               |
| 8  | Cidade Proibida           | Pequim                     | China       | 150 000 m²      |        | [ 11 ]        |
| 9  | Castelo de Malbork        | Malbork                    | Polónia     | 143 000 m²      |        | [ 12 ]        |
| 10 | Palácio Real de Madrid    | Madrid                     | Espanha     | 135 000 m²      |        | [ 13 ]        |
| 11 | Palácio do Quirinal       | Roma                       | Itália      | 110 500 m²      |        | [ 14 ] [ 15 ] |
| 12 | Palácio de Falaknuma      | Hyderabad                  | Índia       | 93 971 m²       |        |               |
| 13 | Palácio de Buckingham     | Londres                    | Reino Unido | 77 000 m²       |        | [ 16 ]        |
| 14 | Castelo de Praga          | Praga                      | Chéquia     | 70 000 m²       |        | [ 17 ]        |
| 15 | Palácio de Topkapı        | Istambul                   | Turquia     | 70 000 m²       |        | [ 18 ]        |
| 16 | Palácio de Versalhes      | Versalhes                  | França      | 67 000 m²       |        | [ 19 ]        |
| 17 | Palácio Real de Estocolmo | Estocolmo                  | Suécia      | 61 210 m²       |        |               |
| 18 | Palácio de Caserta        | Caserta                    | Itália      | 61 000 m²       |        | [ 20 ]        |
| 19 | Palácio de Inverno        | São Petersburgo            | Rússia      | 60 000 m²       |        |               |
| 20 | Castelo de Windsor        | Windsor                    | Reino Unido | 54 835 m²       |        |               |
| 21 | Palácio de Christiansborg | Copenhaga                  | Dinamarca   | 51 660 m²       |        |               |
| 22 | Hampton Court             | Londres                    | Reino Unido | 47 330 m²       |        |               |
| 23 | Grand Serail              | Beirute                    | Líbano      | 39 970 m²       |        |               |
| 24 | Palácio Nacional de Mafra | Mafra                      | Portugal    | 39 948 m²       |        |               |
| 25 | Palácio Real de Bruxelas  | Bruxelas                   | Bélgica     | 33 027 m²       |        |               |
| 26 | Palazzo Pitti             | Florença                   | Itália      | 32 000 m²       |        |               |
| 27 | Palácio de Frederiksborg  | Hillerød                   | Dinamarca   | 31 290 m²       |        |               |
| 28 | Palácio de Schönbrunn     | Viena                      | Áustria     | 31 056 m²       |        |               |
| 29 | El Escorial               | San Lorenzo de El Escorial | Espanha     | 30 658 m²       |        |               |
| 30 | Kronborg                  | Helsingør                  | Dinamarca   | 28 724 m²       |        |               |
| 31 | Palácio de Amalienborg    | Copenhaga                  | Dinamarca   | 26 500 m²       |        |               |
| 32 | Grande Palácio do Kremlin | Moscou                     | Rússia      | 24 100 m²       |        |               |